# Bactériocyte
Un bactériocyte (Grec pour cellule bactérie), également appelé mycétocyte, est une cellule adipocyte spécialisée que l'on trouve chez certains insectes tels que les pucerons, les psylles, les aleurodes, les cigales. Ces cellules contiennent des bactéries endosymbiotiques telles que Buchnera aphidicola qui fournit des acides aminés essentiels et métabolites à son hôte se nourrissant généralement de sève très pauvre en protéines et vitamines. Les bactériocytes ainsi que leurs symbiotes sont transmis maternellement. Chez le puceron, ils sont transmis par l'intermédiaire de l'œuf ; par contre chez la mouche tsétsé, les bactériocytes contenant le symbiote Wigglesworthia glossinidia brevipalpis sont transmis directement à l'embryon.   
Ce type d'endosymbiose avec des micro-organismes est courante chez les insectes qui ont formé de véritables organes, nommés bactériomes, peuplés de ces bactériocytes ; plus de 10 % des espèces d'insectes dépendant de bactéries intracellulaires pour leur développement et leur survie.